# Elezioni presidenziali a Singapore del 2011
Le elezioni presidenziali a Singapore del 2011 si tennero il 27 agosto.

## Risultati
| Candidati      | Partiti      | Voti      | %     |
| -------------- | ------------ | --------- | ----- |
| Tony Tan       | Indipendente | 745 693   | 35,20 |
| Tan Cheng Bock | Indipendente | 738 311   | 34,85 |
| Tan Jee Say    | Indipendente | 530 441   | 25,04 |
| Tan Kin Lian   | Indipendente | 104 095   | 4,91  |
| Totale         | Totale       | 2 118 540 | 100   |